# Суперлига Србије у америчком фудбалу 2013.
Суперлига Србије у америчком фудбалу 2013. или због спонзора Спорт Клуб Суперлига је дeвета сезона највишег ранга такмичења америчког фудбала у Србији.
Сезона је почела 31. марта 2013. године утакмицама првог кола. Титулу победника Суперлиге Србије освојили су Вукови Београд који је у финалу са 42:0 победили Крагујевац вајлд борсе.

## Систем такмичења
У лиги учествују 8 клубова који играју по једнокружном бод систему, сваки клуб одигра по 7 мечева. Прва четири клуба пласирају се у плеј-оф, док два последњепласирана клуба испадају у нижи ранг такмичења, Прву лигу Србије. У плеј офу се игра на један добијени меч, а предност домаћег терена се одређује на основу позиције на табели у регуларном делу сезоне.

## Клубови
| Клуб               | Место             |
| ------------------ | ----------------- |
| Блу Драгонси       | Београд           |
| Вукови             | Београд           |
| Вајлд борси        | Крагујевац        |
| Дјукси             | Нови Сад          |
| Императори         | Ниш               |
| Ројал краунси      | Краљево           |
| Пантерси           | Панчево           |
| Сирмијум лиџонарси | Сремска Митровица |

## Резултати[1][2]
1.коло
| Датум          | Клуб                  | Клуб                   | Резултат |
| -------------- | --------------------- | ---------------------- | -------- |
| 31. март 2013  | Вукови Београд        | Сирмијум лиџонарси     | 37:0     |
| 31. март 2013  | Императори Ниш        | Вајлд борси Крагујевац | 17:33    |
| 31. март 2013  | Блу драгонси Београд  | Пантерси Панчево       | 19:25    |
| 28. април 2013 | Ројал краунси Краљево | Дјукси Нови Сад        | 12:19    |

2.коло
| Датум          | Клуб               | Клуб                   | Резултат |
| -------------- | ------------------ | ---------------------- | -------- |
| 6. април 2013  | Дјукси Нови Сад    | Блу драгонси Београд   | 23:12    |
| 6. април 2013  | Вукови Београд     | Вајлд борси Крагујевац | 41:14    |
| 7. април 2013  | Сирмијум лиџонарси | Пантерси Панчево       | 20:34    |
| 13. април 2013 | Императори Ниш     | Ројал краунси Краљево  | 34:14    |

3.коло
| Датум          | Клуб                  | Клуб                   | Резултат |
| -------------- | --------------------- | ---------------------- | -------- |
| 20. април 2013 | Блу драгонси Београд  | Императори Ниш         | 48:21    |
| 21. април 2013 | Ројал краунси Краљево | Вукови Београд         | 0:56     |
| 7. април 2013  | Сирмијум лиџонарси    | Вајлд борси Крагујевац | 7:28     |
| 13. април 2013 | Пантерси Панчево      | Дјукси Нови Сад        | 14:31    |

4.коло
| Датум        | Клуб                   | Клуб                  | Резултат |
| ------------ | ---------------------- | --------------------- | -------- |
| 12. мај 2013 | Сирмијум лиџонарси     | Дјукси Нови Сад       | 7:21     |
| 12. мај 2013 | Императори Ниш         | Пантерси Панчево      | 40:37    |
| 12. мај 2013 | Вукови Београд         | Блу драгонси Београд  | 53:6     |
| 12. мај 2013 | Вајлд борси Крагујевац | Ројал краунси Краљево | 35:0     |

5.коло
| Датум        | Клуб                  | Клуб                   | Резултат |
| ------------ | --------------------- | ---------------------- | -------- |
| 18. мај 2013 | Ројал краунси Краљево | Сирмијум лиџонарси     | 20:16    |
| 19. мај 2013 | Блу драгонси Београд  | Вајлд борси Крагујевац | 12:32    |
| 19. мај 2013 | Пантерси Панчево      | Вукови Београд         | 0:44     |
| 19. мај 2013 | Дјукси Нови Сад       | Императори Ниш         | 65:21    |

6.коло
| Датум       | Клуб                   | Клуб                 | Резултат |
| ----------- | ---------------------- | -------------------- | -------- |
| 1. јун 2013 | Сирмијум лиџонарси     | Императори Ниш       | 18:12    |
| 1. јун 2013 | Вајлд борси Крагујевац | Пантерси Панчево     | 37:12    |
| 2. јун 2013 | Вукови Београд         | Дјукси Нови Сад      | 48:30    |
| 2. јун 2013 | Ројал краунси Краљево  | Блу драгонси Београд | 12:26    |

7.коло
| Датум        | Клуб                 | Клуб                   | Резултат |
| ------------ | -------------------- | ---------------------- | -------- |
| 15. јун 2013 | Пантерси Панчево     | Ројал краунси Краљево  | 21:22    |
| 16. јун 2013 | Блу драгонси Београд | Сирмијум лиџонарси     | 32:12    |
| 16. јун 2013 | Дјукси Нови Сад      | Вајлд борси Крагујевац | 32:7     |
| 16. јун 2013 | Императори Ниш       | Вукови Београд         | 32:68    |

### Табела
|  | Пласирали се у плеј-оф |
|  | Испали у Прву лигу     |

| #  | Клуб                   | ИГ | Д | ИЗ | ПД  | ПП  | ПР   | %     |
| -- | ---------------------- | -- | - | -- | --- | --- | ---- | ----- |
| 1. | Вукови Београд         | 7  | 7 | 0  | 347 | 82  | +265 | 1.000 |
| 2. | Дјукси Нови Сад        | 7  | 6 | 1  | 221 | 121 | +100 | 0.857 |
| 3. | Вајлд борси Крагујевац | 7  | 5 | 2  | 186 | 121 | +65  | 0.714 |
| 4. | Блу драгонси Београд   | 7  | 3 | 4  | 155 | 178 | -23  | 0.429 |
| 5. | Императори Ниш         | 7  | 2 | 5  | 177 | 283 | -106 | 0.286 |
| 6. | Пантерси Панчево       | 7  | 2 | 5  | 143 | 213 | -70  | 0.286 |
| 7. | Ројал краунси Краљево  | 7  | 2 | 5  | 80  | 207 | -127 | 0.286 |
| 8. | Сирмијум лиџонарси     | 7  | 1 | 6  | 80  | 184 | -84  | 0.167 |

ИГ = одиграо, П = победио, ИЗ = изгубио, ПД = поена дао, ПП = поена примио, ПР = поен-разлика, % = проценат успешности

## Плеј-оф

### Полуфинале
| Датум        | Клуб            | Клуб                   | Резултат |
| ------------ | --------------- | ---------------------- | -------- |
| 22. јун 2013 | Вукови Београд  | Блу драгонси Београд   | 59:12    |
| 23. јун 2013 | Дјукси Нови Сад | Вајлд борси Крагујевац | 6:29     |

### Финале
| Датум       | Клуб           | Клуб                   | Резултат |
| ----------- | -------------- | ---------------------- | -------- |
| 7. јул 2013 | Вукови Београд | Вајлд борси Крагујевац | 42:0     |

| Првак Суперлиге Србије 2013. |
| ---------------------------- |
| Вукови Београд 6. титула     |

## Статистика
Најбољи дефанзивни играч
- Милош Лишанин (Вукови Београд)

Најбољи офанзивни играч
- Растко Јокић (Дјукси Нови Сад)

Најбољи страни играч
- Ленс Кризин (Вукови Београд)